# Charles-Marie Doyen
Charles-Marie, baron Doyen, né le 12 mars 1825 à Cahors et mort le 17 août 1891 à Chaource (Aube), est un agent de change et homme politique français.

## Biographie
Fils du baron Charles-Pierre Doyen, receveur général et sous-gouverneur de la Banque de France, et petit-fils du général Jacques Pierre Louis Puthod, il était agent de change. Propriétaire aux environs de Bar-sur-Seine, il fut élu député de cet arrondissement, le 24 avril 1881, par 7 403 voix sur 12 929 votants et 15 321 inscrits contre 5 380 à Trumet de Fontarce, en remplacement de Rouvre, décédé.

## Sources
- « Charles-Marie Doyen », dans Adolphe Robert et Gaston Cougny, Dictionnaire des parlementaires français, Edgar Bourloton, 1889-1891 [détail de l’édition]